# Новопокровское сельское поселение (Воронежская область)
Новопокровское се́льское поселе́ние — муниципальное образование в Новохопёрском районе Воронежской области Российской Федерации.
Административный центр — посёлок Новопокровский.

## Население
| 2010  | 2012  | 2013  | 2014  | 2015  | 2016  | 2017  |
| ----- | ----- | ----- | ----- | ----- | ----- | ----- |
| 1544  | ↘1511 | ↘1471 | ↘1448 | ↘1437 | ↘1411 | ↘1387 |
| 2018  |       |       |       |       |       |       |
| ↗1398 |       |       |       |       |       |       |

## Состав сельского поселения
| № | Населённый пункт | Тип населённого пункта          | Население |
| - | ---------------- | ------------------------------- | --------- |
| 1 | Башковский       | посёлок                         | ↘22       |
| 2 | Бороздиновский   | посёлок                         | 675       |
| 3 | Ленинский        | посёлок                         | 245       |
| 4 | Московский 2-й   | посёлок                         | →58       |
| 5 | Новопокровский   | посёлок, административный центр | ↘436      |
| 6 | Сорокинский      | посёлок                         | →30       |
| 7 | Сосновский       | посёлок                         | →26       |
| 8 | Шевлягинский     | посёлок                         | →50       |